# کشورهای بریک
در علم اقتصاد، بریک (به انگلیسی: BRIC) یک گروه است که از سرنام کشورهای Brazil، Russia، India و China

## نگارخانه

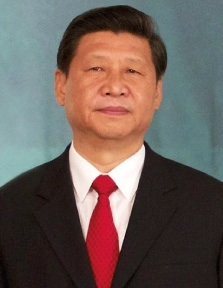
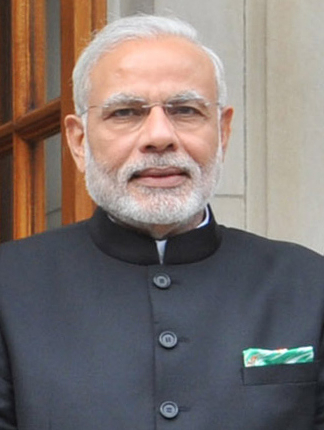
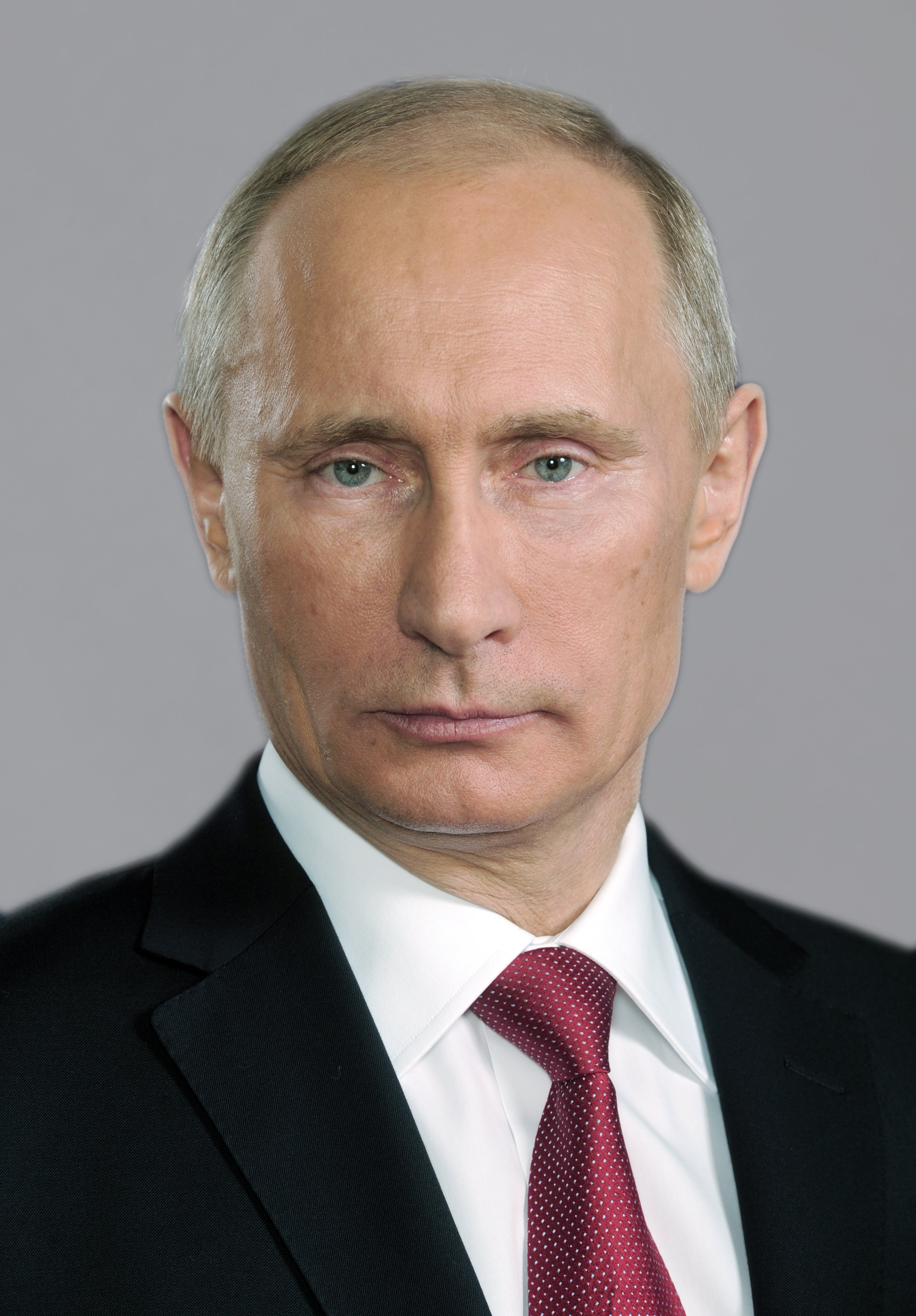
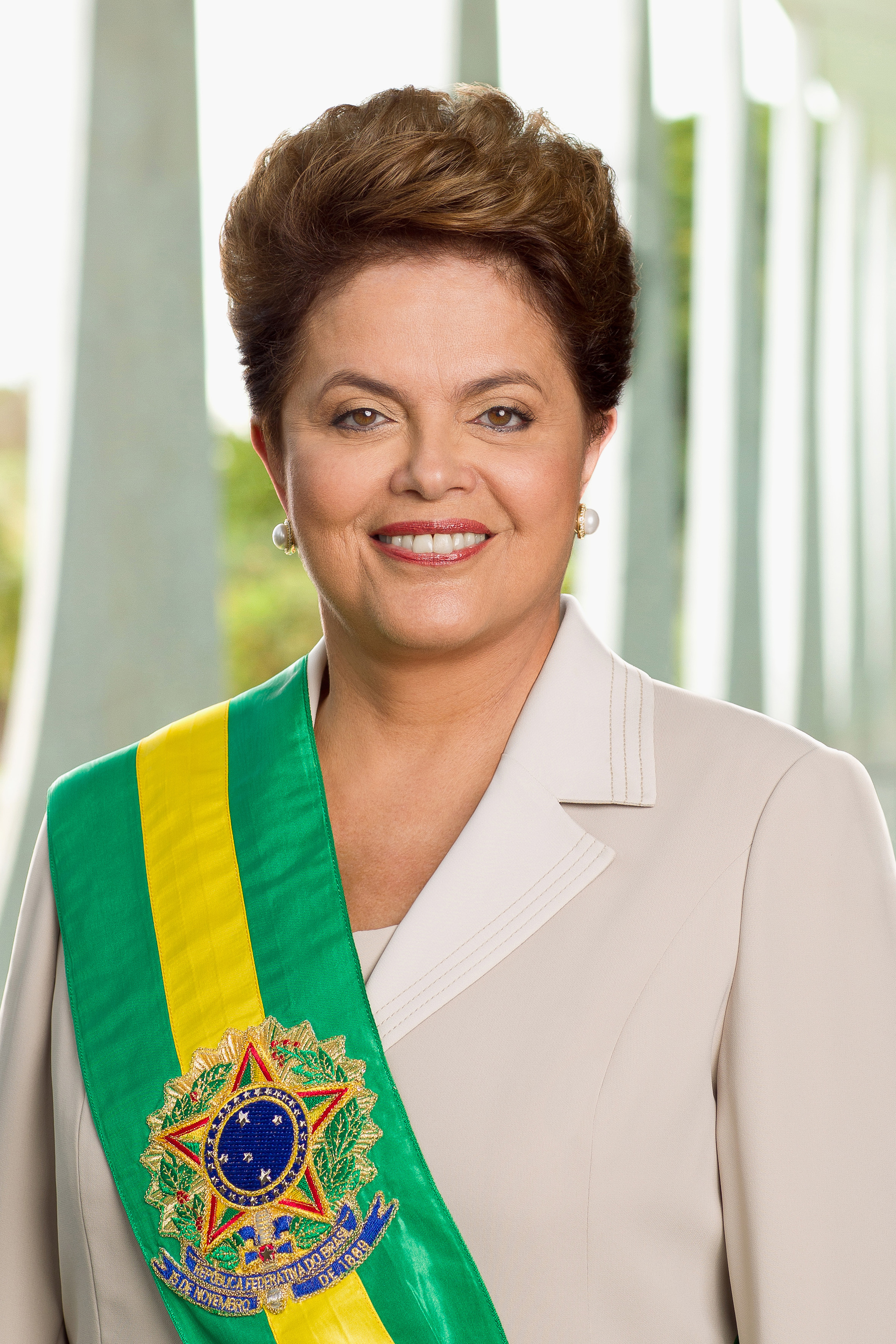